# Kenkichi Ōshima
Kenkichi Ōshima (大島 鎌吉?, Ōshima Kenkichi; Kanazawa, 10 novembre 1908 – 30 marzo 1985) è stato un triplista giapponese.

## Palmarès

### Olimpiadi
- Bronzo a Los Angeles 1932 nel salto triplo.